# Trần Hưng Đạo
Trần Quốc Tuấn ([ʈə̂n hɨŋ ɗâːwˀ]; 1228 – Hải Dương, 1300) è stato un generale vietnamita.

Era anche conosciuto come il Gran Principe Hưng Đạo (Hưng Đạo Đại Vương) della dinastia Trần. Dopo la sua morte, fu considerato un santo e divinizzato dal popolo e chiamato Đức Thánh Trần o Cửu Thiên Vũ Đế. Trần Hưng Đạo comandò gli eserciti vietnamiti che respinsero due delle tre principali invasioni mongole alla fine del XIII secolo. Le sue molteplici vittorie sulla dinastia Yuan sotto Kublai Khan sono considerate tra le più grandi imprese militari della storia vietnamita.

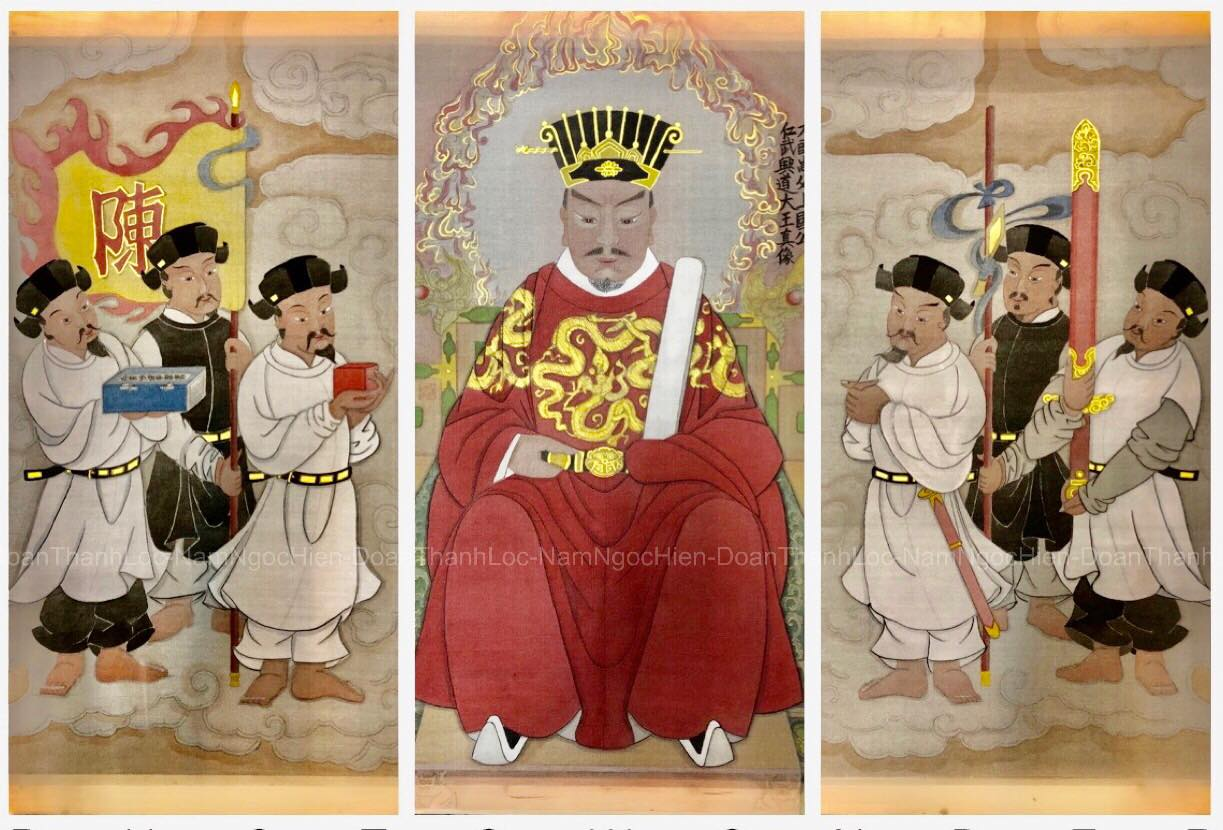
I tre acquerelli raffigurano Thánh Trần (Đức Thánh Hưng Đạo) e i suoi sei generali

## Personalità
Trần Quốc Tuấn nacque nel 1228 come figlio del principe Trần Liễu, fratello maggiore dell'imperatore Trần Thái Tông, dopo che la dinastia Trần sostituì la dinastia Lý nel 1225 d.C. Successivamente, Trần Liễu (cognato dell'imperatrice Lý Chiêu Hoàng) fu costretto a deferire la propria moglie (la principessa Thuận Thiên) al fratello minore, l'imperatore Thái Tông, sotto la pressione del reggente imperiale Trần Thủ Độ per consolidare la stabilità dinastica del clan Trần. I fratelli Trần Liễu e l'imperatore Trần Thái Tông nutrivano rancore contro il loro zio Trần Thủ Độ per l'accordo matrimoniale forzato.
Trần Quốc Tuấn, suo padre Trần Liễu e l'imperatore Trần Thái Tông avevano un rapporto molto stretto. Liễu avrebbe trovato ottimi tutori per insegnare a suo figlio, Trần Quốc Tuấn, con la speranza di diventare un giorno un grande leader di Đại Việt e riconquistare l'onore della sua famiglia. Sul letto di morte, Liễu disse a suo figlio di vendicare quella che riteneva fosse una vergogna personale imposta a lui e a suo fratello, Trần Thái Tông, dal reggente imperiale Trần Thủ Độ.

## Prima invasione mongola
Durante la prima invasione mongola del Vietnam nel 1258, Trần Hưng Đạo prestò servizio come ufficiale al comando delle truppe alla frontiera.

## Seconda invasione mongola
Nel 1278 morì Trần Thái Tông. Il re Trần Thánh Tông si ritirò e nominò il principe ereditario Trần Khâm (Trần Nhân Tông) suo successore. Kublai inviò una missione guidata da Chai Chun a Đại Việt, e ancora una volta esortò il nuovo re a venire in Cina di persona, ma il re rifiutò. La dinastia Yuan si rifiutò quindi di riconoscerlo come re e cercò di collocare un disertore vietnamita come re di Đại Việt. Frustrati dal fallimento delle missioni diplomatiche, molti funzionari Yuan hanno esortato Kublai a inviare una spedizione punitiva a Đại Việt. Nel 1283, Khublai Khan inviò Ariq Qaya a Đại Việt con una richiesta imperiale affinché Đại Việt aiutasse ad attaccare Champa attraverso il territorio vietnamita e richieste di provviste e altro sostegno per l'esercito Yuan, ma il re rifiutò.
Nel gennaio 1285, il principe Toghan guidò l'invasione mongola di Đại Việt. Trần Hưng Đạo era il generale delle forze terrestri e navali combinate di Đại Việt, che furono sconfitte dalle principali forze di terra mongole e si ritirarono nella capitale Thăng Long. Dopo aver saputo delle successive sconfitte, l'imperatore Trần Nhân Tông viaggiò su una piccola barca per incontrare Trần Hưng Đạo a Quảng Ninh e chiedergli se Đại Việt dovesse arrendersi. Trần Hưng Đạo resistette e chiese l'aiuto degli eserciti privati dei principi Trần. All'inizio del 1285, gli inviati di Trần offrirono condizioni di pace ai mongoli. Toghan e il suo vice Omar Batur rifiutarono, ingaggiarono le forze di Trần Hưng Đạo in battaglia sulle rive del Fiume Rosso e catturarono con successo Thăng Long. Trần Hưng Đạo scortò i reali di Trần al loro palazzo a Thien Truong a Nam Định.
Le forze mongole guidate da Sodu, vice di Toghan, continuarono a spingersi più a sud e installarono il principe disertato Trần Ích Tắc come nuovo re di Annam. Le forze di Trần avevano le loro forze circondate dall'esercito Yuan mentre i loro imperatori fuggivano lungo la costa fino a Thanh Hóa. Mentre i combattimenti a Champa si intensificavano, Toghan ordinò a Sodu di tornare a Champa con il clima caldo e la malattia a Đại Việt indicati come motivo ufficiale. Durante questa ritirata, le forze di Trần Hưng Đạo inflissero importanti vittorie sul Fiume Rosso, provocando la morte di Sodu e la ritirata di Omar Batur in Cina. Le forze di Đại Việt ripresero Thăng Long e Toghan tornò in Cina con grandi perdite.

## Terza invasione mongola
Nel 1287, Kublai Khan questa volta inviò uno dei suoi figli prediletti, il principe Toghan, a condurre un'altra campagna di invasione a Đại Việt con la determinazione di occupare e riscattare la precedente sconfitta. Le forze mongole Yuan e cinesi formavano una flotta di fanteria, cavalleria e navale ancora più grande con una forza totale stimata in 120.000 soldati secondo i mongoli e 500.000 uomini secondo i vietnamiti [ma quando si tratta del numero dei mongoli, i mongoli saranno più proprio perché hanno bisogno della precisione per preparare il cibo].

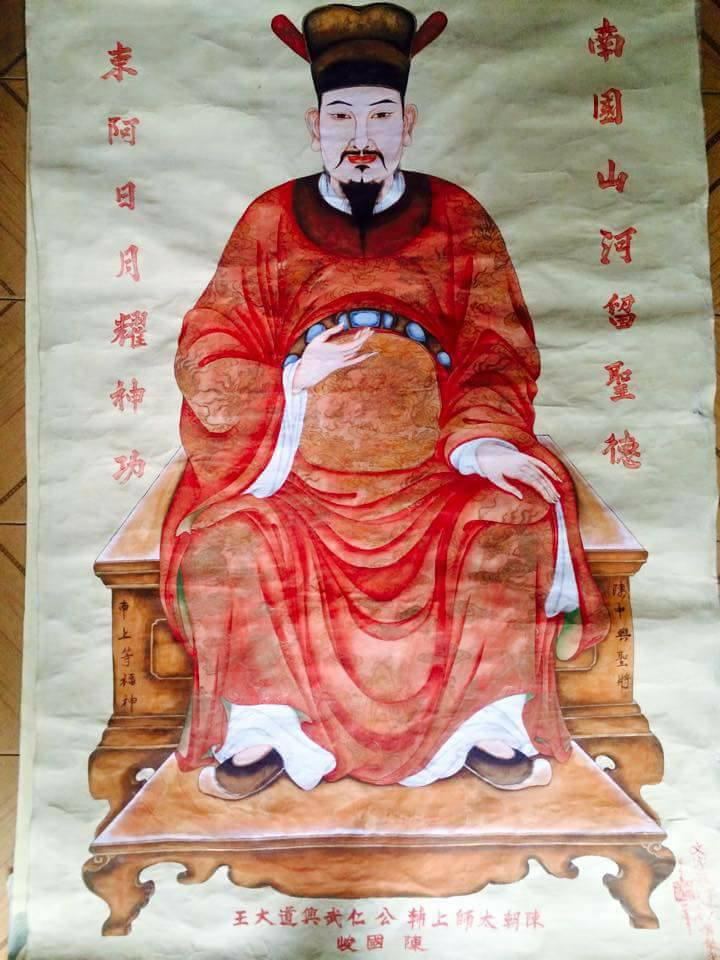
Dipinto di Trần Hưng Đạo (1228–1300) nella dinastia Nguyễn

Durante la prima fase dell'invasione, i mongoli sconfissero rapidamente la maggior parte delle truppe Đại Việt che erano di stanza lungo il confine. La flotta navale del principe Toghan devastò la maggior parte della forza navale del generale Trần Khánh Dư a Vân Đồn. Allo stesso tempo, il principe Ariq-Qaya guidò la sua massiccia cavalleria e catturò le guarnigioni di Phú Lương e Đại Than, due postazioni militari strategiche al confine con Đại Việt e la Cina. La cavalleria si incontrò successivamente con la marina del principe Toghan a Vân Đồn. In risposta alle sconfitte nelle scaramucce in battaglia per mano delle forze mongole, l'imperatore emerito Trần Thánh Tông convocò il generale Trần Khánh Dư davanti alla corte marziale per fallimenti militari, ma il generale riuscì a ritardare il rapporto alla corte e fu in grado di riorganizzarsi. le sue forze a Vân Đồn. La cavalleria e la flotta del principe Toghan continuarono ad avanzare nella capitale imperiale Thăng Long. Nel frattempo, la flotta di rifornimenti del principe Toghan, arrivata a Vân Đồn pochi giorni dopo che il generale Trần Khánh Dư aveva già occupato questa guarnigione strategica, la flotta di rifornimenti mongola cadde in un'imboscata e fu catturata dalle forze del generale Trần Khánh Dư. Khánh Dư fu poi graziato dall'imperatore emerito. Il principale esercito di occupazione mongolo si rese presto conto che il loro supporto e la flotta di rifornimenti erano stati tagliati.
La cattura della flotta di rifornimenti mongola a Vân Đồn insieme alla notizia concordante che il generale Trần Hưng Đạo aveva riconquistato la guarnigione di Đại Than nel nord mandò nel caos le forze mongole in rapida avanzata. Le forze Đại Việt scatenarono la guerriglia contro le forze mongole indebolite causando pesanti perdite e distruzioni alle forze Yuan. Tuttavia, i mongoli continuarono ad avanzare verso Thăng Long a causa della loro massiccia forza di cavalleria, ma a questo punto l'imperatore decise di lasciare Thăng Long per fuggire e ordinò che la capitale fosse bruciata in modo che i mongoli non raccogliessero alcun bottino di guerra. Le successive scaramucce tra i Mongoli e Đại Việt ebbero risultati contrastanti: i Mongoli vinsero e conquistarono le province di Yên Hưng e Long Hưng, ma persero nelle battaglie navali a Đại Bàng. Alla fine, il principe Toghan decise di ritirare la sua flotta navale e consolidare il suo comando nelle battaglie terrestri dove sentiva che la cavalleria superiore dei mongoli avrebbe sconfitto le forze di fanteria e cavalleria Đại Việt. Toghan guidò la cavalleria attraverso Nội Bàng mentre il suo comandante della flotta navale, Omar, lanciò direttamente la forza navale lungo il fiume Bạch Đằng simultaneamente.

### La battaglia del fiume Bạch Đằng
La flotta navale mongola non era a conoscenza del terreno del fiume. Giorni prima di questa spedizione, il principe di Hưng Đạo predisse la rotta navale dei mongoli e dispiegò rapidamente pesanti trappole non convenzionali di pali di legno con la punta in acciaio, invisibili durante l'alta marea, lungo il letto del fiume Bạch Đằng. Quando Omar ordinò alla flotta mongola di ritirarsi dal fiume, i Viet schierarono navi più piccole e più manovrabili per agitare e attirare le navi mongole sulla riva del fiume dove le trappole esplosive erano in attesa mentre era ancora alta marea. Quando la marea del fiume Bạch Đằng si ritirò, le navi mongole furono bloccate e affondate dai pali con la punta d'acciaio incorporati. Sotto la presenza dell'imperatore emerito Thánh Tông e dell'imperatore Nhân Tông, le forze viet guidate dal principe di Hưng Đạo bruciarono circa 400 grandi navi mongole e catturarono il rimanente equipaggio navale lungo il fiume. L'intera flotta mongola fu distrutta e l'ammiraglio della flotta mongola Omar fu catturato.
La forza di cavalleria del principe Toghan fu più fortunata. Subirono un'imboscata da parte del generale Phạm Ngũ Lão lungo la strada attraverso Nội Bàng, ma le sue forze rimanenti riuscirono a fuggire in Cina dividendo le loro forze in gruppi in ritirata più piccoli, ma la maggior parte fu catturata o uccisa in scaramucce sulla via del ritorno alla frontiera di confine. con conseguente perdita della metà dell'esercito rimanente.

## Morte

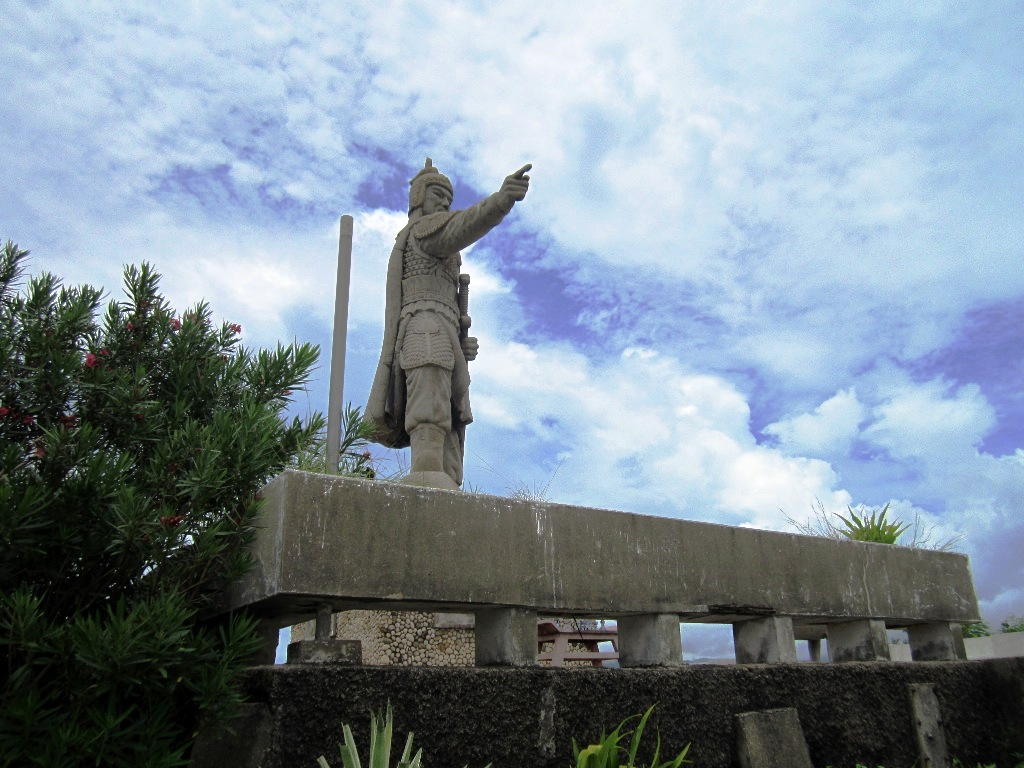
Statua di Trần Hưng Đạo a Quy Nhơn

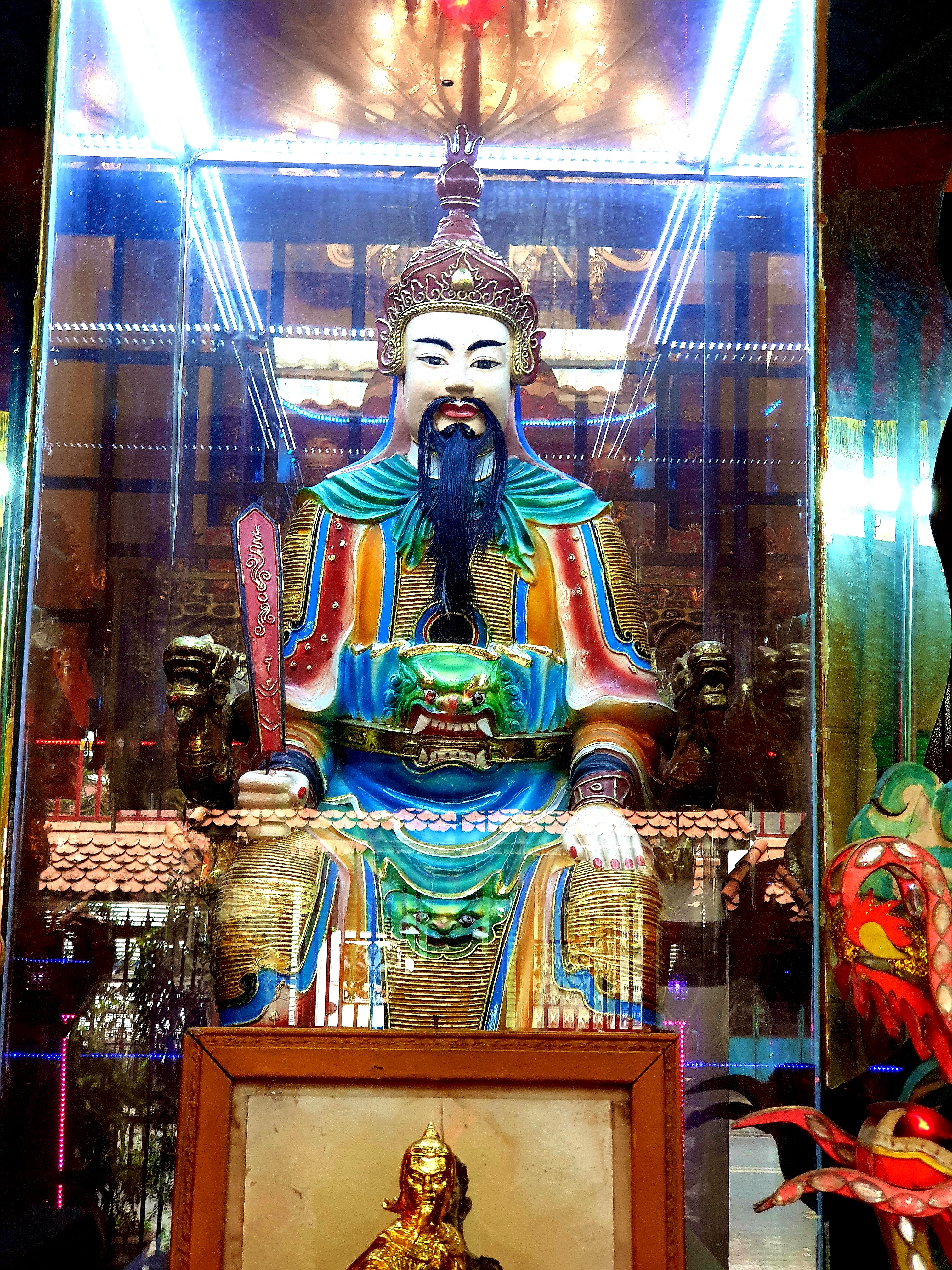
Statua di Trần Hưng Đạo in un tempio, Hồ Chí Minh City

Nel 1300 si ammalò e morì per cause naturali all'età di 72 anni. Il suo corpo fu cremato e le sue ceneri furono disperse sotto la sua quercia preferita che piantò nella tenuta della sua famiglia reale vicino a Thăng Long secondo la sua volontà. Il Viet intendeva seppellirlo in un sontuoso mausoleo reale e in una cerimonia ufficiale dopo la sua morte, ma rifiutò a favore di una semplicistica cerimonia privata. Per la sua abilità militare nel difendere Đại Việt durante la sua vita, l'Imperatore conferì postumo a Trần Hưng Đạo il titolo di Hưng Đạo Đại Vương (Gran Principe Hưng Đạo).

## Famiglia
- Padre: Principe Trần Liễu
- Madre: Signora Thiện Đạo
- Sposa: Principessa Thiên Thành
- Bambini:

1. Trần Quốc Nghiễn
2. Trần Quốc Hiện
3. Trần Quốc Tảng
4. Trần Quốc Uy
5. Trần Thị Trinh
6. Imperatrice Tuyên Từ
7. Principessa Anh Nguyên, moglie del generale Phạm Ngũ Lão

## Eredità

### I nomi dei luoghi
La maggior parte delle città e dei paesi del Vietnam hanno strade centrali, quartieri e scuole a lui intitolate.
- La via Tran Hung Dao di Hanoi (precedentemente Boulevard Gambetta durante il periodo dell'Indocina francese) è una strada principale nel sud del distretto di Hoan Kiem. Collega la Prima Circonvallazione della città (originariamente Route Circulaire) all'atrio principale della Stazione Centrale.
- La strada Tran Hung Dao di Hai Phong corre lungo la piazza del parco centrale e collega il Teatro dell'Opera di Haiphong e il fiume Cấm.Da Nang's Tran Hung Dao road is a waterfront boulevard on the eastern side of the Hàn River.
- La strada Tran Hung Dao di Ho Chi Minh City è un'arteria principale della sua Chinatown. Ospita anche la sede della polizia cittadina e dei vigili del fuoco. Una statua in suo onore è collocata in una delle piazze principali del centro città.
- A lui è dedicata una statua a Westminster, in California, con la strada Bolsa Avenue a cui è stato dato un nome alternativo "Đại Lộ Trần Hưng Đạo", che si traduce in "Trần Hưng Đạo Boulevard".

### Santuari

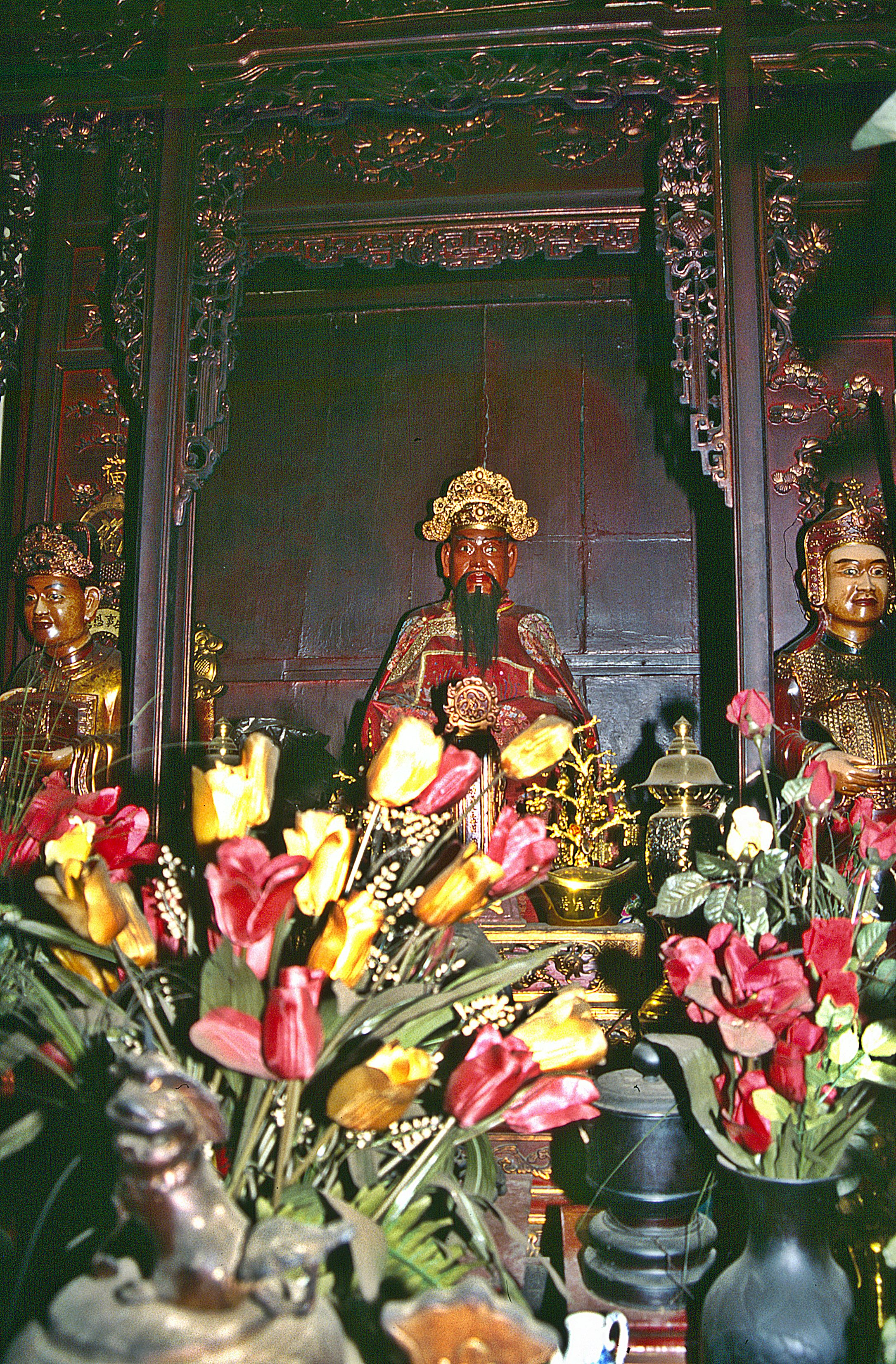
La statua di Đức Thánh Trần nella Montagna di Giada

È venerato dal popolo vietnamita come un eroe nazionale. A lui sono dedicati diversi santuari, e anche il credo religioso e la medianità includono la fede in lui come un dio, Đức Thánh Trần (Tín ngưỡng Đức Thánh Trần).

### Altro
Da lui prende il nome la Tran Hung Dao, una fregata di classe Gepard commissionata nel 2018 per la Marina popolare del Vietnam.